# REVA

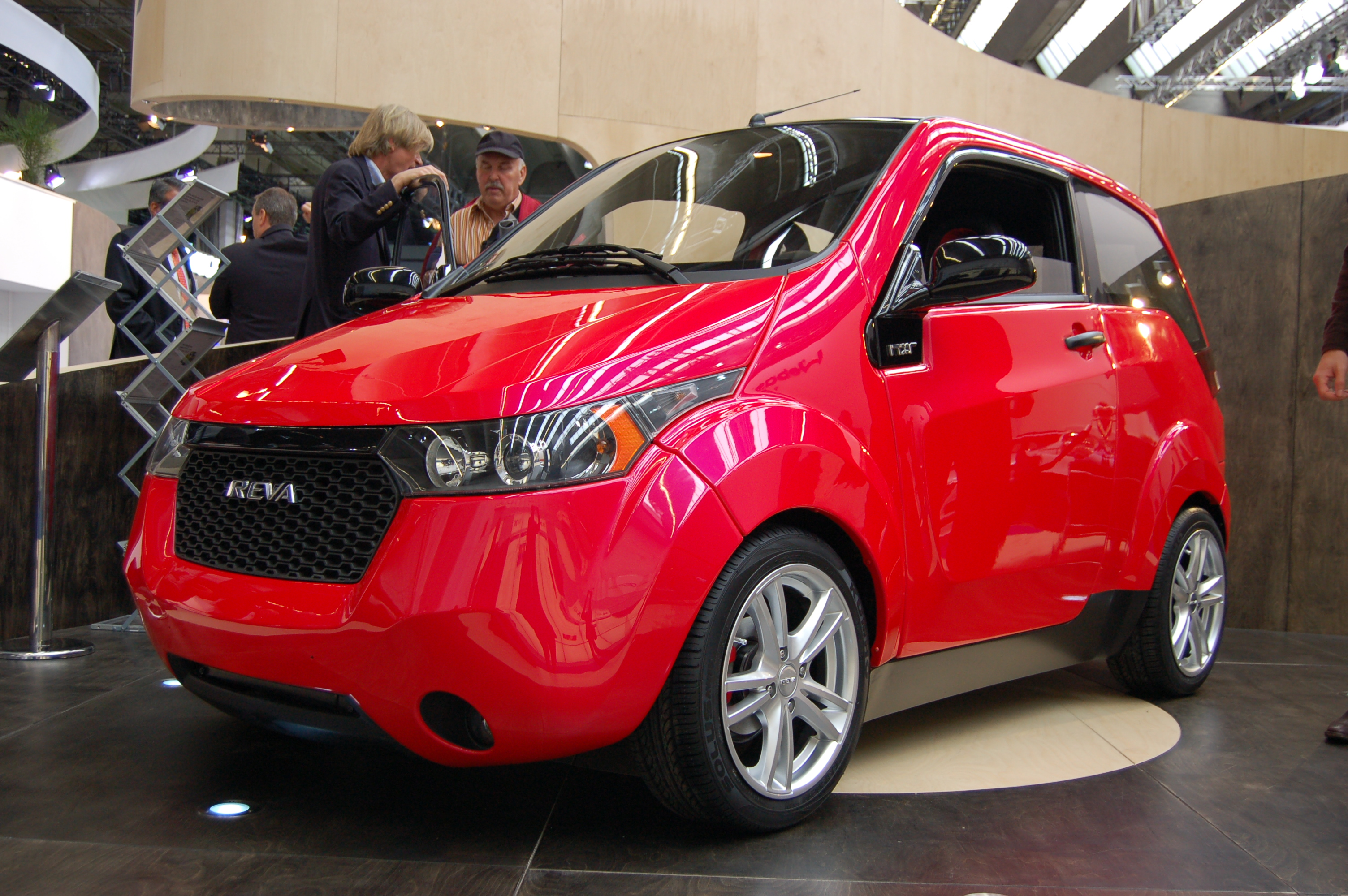
Электромобиль Reva NXR (Индия) ~9,995 евро

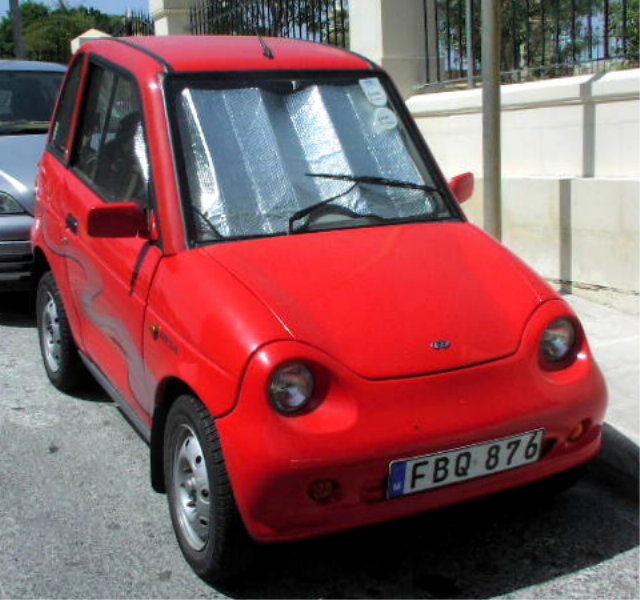
Электромобиль Reva

REVA — электромобиль, производимый индийской компанией Reva Electric Car, Бангалор. Также известен под названием G-Wiz.
REVA — городской 3-дверный микроавтомобиль. Габариты: длина — 2,6 м, ширина — 1,3 м, высота — 1,5 м. Вес 745 кг. Грузоподъёмность 270 кг. В электромобиле предусмотрены два места для взрослых и два задних места для детей.
Пиковая мощность электродвигателя — 13,1 кВт. (17,5 л.с.). Двигатель расположен в задней части электромобиля. Ведущие колёса — задние. Свинцово-кислотные аккумуляторы 8 В. располагаются под передними сиденьями. Время полной зарядки 6 часов. Дальность пробега на одной зарядке 80 км. Максимальная скорость 70 км/ч. В 2008 году завершились испытания версии электромобиля с литий-ионными аккумуляторами. Дальность пробега выросла до 140 км.
Reva Electric Car начала производство электромобиля в 2001 году.
В настоящее время (начало 2008 года) Reva продаётся в Индии и Великобритании. Цена в Великобритании около £7700. Средняя цена пробега одной мили составляет 1 пенс. В Индии электромобиль стоит около $6 000 (после вычета налоговых льгот и субсидий), версия с литий-ионными аккумуляторами около $14 500, стоимость пробега одного километра составляет Rs 0,40.
К июню 2008 года было продано около 2500 электромобилей Reva, из них 1000 в Индии, а остальные в Лондоне и др. частях Великобритании. Около 50 электромобилей Reva эксплуатирует Королевская Почта.
Электромобили в Лондоне не облагаются налогами и дорожными сборами, имеют право на бесплатную стоянку. Аналогичные льготы предлагают другие страны, например, правительство Японии каждому покупателю электромобиля Reva субсидирует $2600. G-Wiz поставляется в 21 страну мира.

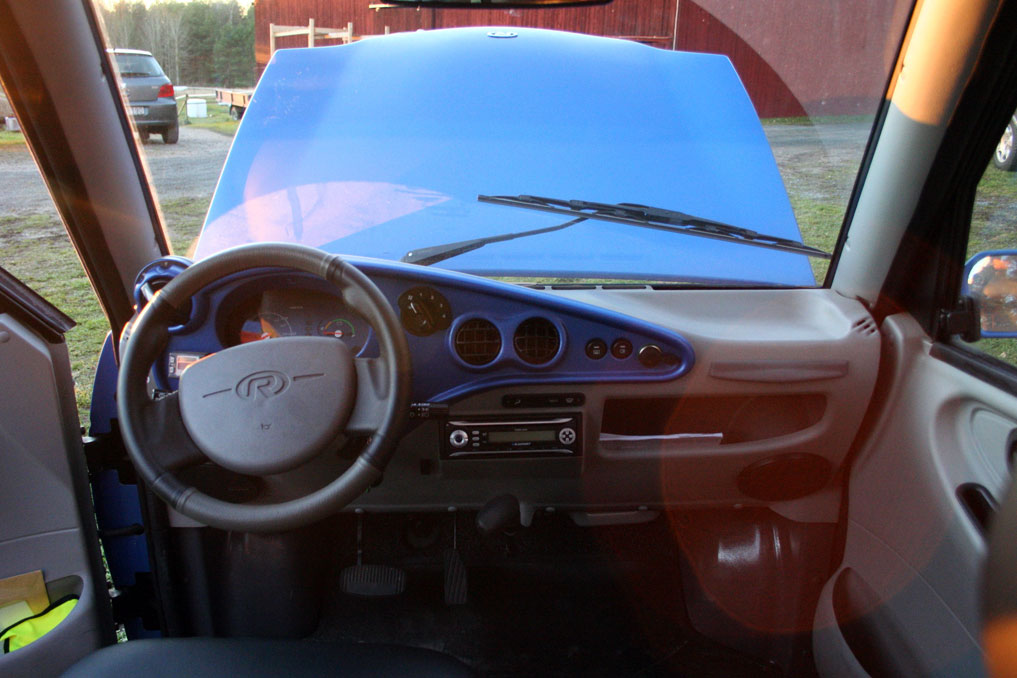
Интерьер REVA

Испытания электромобилей Reva проводятся в Норвегии, Испании, Греции и Кипре. В 2006 году в Австралии G-Wiz не прошёл тест на безопасность.
В феврале 2008 года компания Reva открыла новый завод в Бангалоре. Новый завод может производить 33 000 электромобилей в год. Мощности компании выросли до 35 000 электромобилей в год.

## Критика
- Ведущие автомобильного телевизионного шоу Top Gear назвали G-Wiz худшим автомобилем 2007 года, Джеймс Мэй заявил что G-Wiz будет получать это звание каждый год пока ведущие живы.
- Официально G-Wiz не машина, а квадроцикл. Компании производителю пришлось пойти на такую хитрость из-за чрезвычайно низкой безопасности электромобиля, иначе его запретили бы к продаже и эксплуатации.

## Награды
- В 2005 году REVA занял первое место в списке Самых этичных автомобилей Великобритании журнала «Этичный потребитель» (Ethical Consumer).
- В 2008 году Frost & Sullivan назвала компанию Reva Electric Car Company лучшей автомобилестроительной компанией 2008 года[3].